# Phyllida Law

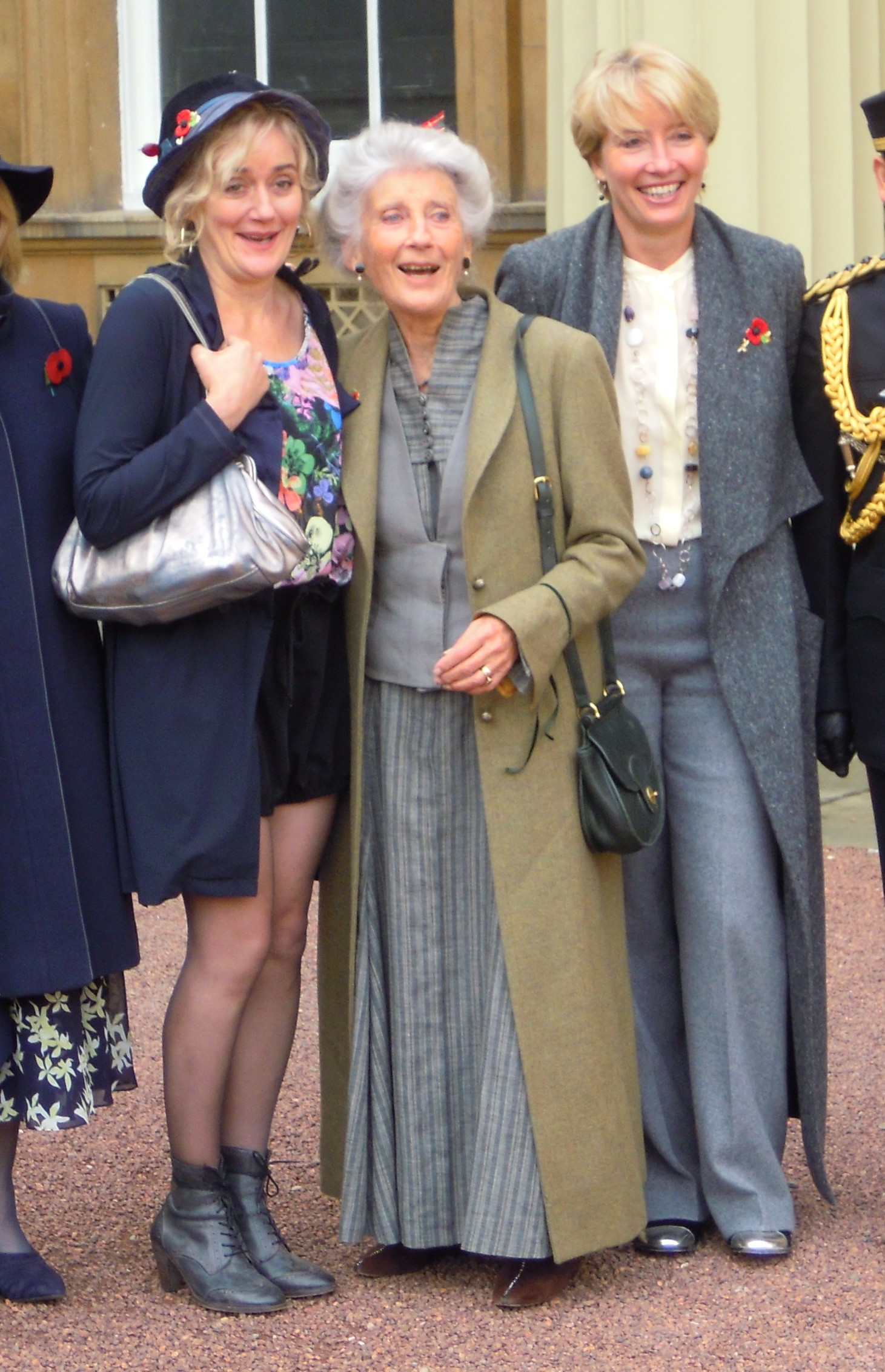
Phyllida Law (pośrodku) z córkami Sophie (z lewej) i Emmą (z prawej)

Phyllida Ann Law (ur. 8 maja 1932 w Glasgow) – szkocka aktorka, matka aktorek Sophie i Emmy Thompson.

## Życiorys
Córka Williama Law, dziennikarza „Glasgow Herald”. Ukończyła Bristol Old Vic School. Była żoną aktora Erica Thompsona od 1957 do jego śmierci w 1982. 
Aktorka kilkakrotnie wystąpiła na ekranie wraz ze swą słynną córką, Emmą, m.in. w filmach: Przyjaciele Petera (1992), Wiele hałasu o nic (1993), Junior (1994), Zimowy gość (1997).
W 2013 otrzymała doktorat honoris causa Uniwersytetu Kaledońskiego w Glasgow oraz, wraz z córką Emmą, doktorat honoris causa Royal Conservatoire of Scotland w Glasgow. W 2014 odznaczona Orderem Imperium Brytyjskiego IV klasy (OBE) z okazji urodzin królowej Elżbiety II za osiągnięcia  aktorskie i działalność charytatywną. 

## Filmografia
- Przyjaciele Petera (1992)
- Wiele hałasu o nic (1993)
- Przed deszczem (1994)
- Junior (1994)
- Emma (1996)
- Anna Karenina (1997)
- Zimowy gość (1997)
- Waśnie w świecie baśni (1999)
- Szalone krowy (1999)
- Morderstwa w Midsomer (1999, 2011)
- Saving Grace (2000)
- Wehikuł czasu (2002)
- I ja tam będę (2003)
- Budząc zmarłych (2004)
- Niania (2005)
- Człowiek pies (2005)
- Olbrzym z jeziora (2005)
- Miss Potter  (2006)
- Moja Sarah  (2006)
- Kopia mistrza (2006)
- Dzień gniewu (2006)
- Kingdom (2007–2009)
- Przygody Sary Jane (2007)
- Jane Austen żałuje  (2007)
- Detektyw Foyle (2008)
- Jak żyć wiecznie (2010)
- Doktor Martin (2010)
- Tajemniczy świat Arrietty (2011, angielski dubbing)
- Albert Nobbs (2011)
- Nowe triki (2013)
- Odrobina chaosu (2014)
- I oto jesteś (2020)

## Wydane książki
Wydała trzy książki:
- Notes to my Mother-in-Law (Fourth Estate, 2009)
- How Many Camels Are There in Holland?: Dementia, Ma and Me (Fourth Estate, 2013)
- Dead Now Of Course (HarperCollins, 2017)